# Princesse Sarah
Ne doit pas être confondu avec la bande dessinée Princesse Sara d'Audrey Alwett.
Princesse Sarah (小公女セーラ, Shōkōjo Sēra, littéralement Sarah la petite princesse, mais la prononciation indiquée dans le logo est Purinsesu Sēra (プリンセスセーラ), littéralement Princesse Sarah), est une série télévisée d’animation japonaise en 46 épisodes de 24 minutes, créée en 1985 par Ryūzō Nakanishi d'après le roman La Petite Princesse de Frances Hodgson Burnett (1888), et réalisée par Fumio Kurokawa.
La série a été diffusée pour la première fois au Japon en 1985 et en France en 1987. Elle a été rediffusée plusieurs fois depuis cette date.
Depuis le 14 octobre 2020, la série est disponible intégralement et en version remasterisée sur YouTube sur la chaine Team Kids.

## Synopsis
Dans le dessin animé, l'action a lieu dans l'Angleterre de la deuxième moitié du XIXe siècle, durant l’époque victorienne, à l'époque de la deuxième révolution industrielle et de l'empire des Indes britanniques. Londres sert de décor à toute l'histoire.
Sarah Crewe, une jeune fille de bonne famille, intègre le collège de Mlle Mangin. Considérée comme une princesse, elle obtient de nombreux privilèges jusqu'au décès de son père, qui la fait changer de statut social.

## Personnages principaux
- Sarah Crewe (japonais : セーラ・クルー Sēra Kurū / anglais : Sara Crewe)

Héroïne éponyme de la série. Âgée de huit ans au début de la série. Son père est anglais et sa mère, qui perdit la vie quand Sarah avait quatre ans, était française. Elle est née et a grandi en Inde et son père décide de l'emmener à Londres pour qu'elle puisse continuer ses études dans un pensionnat (elle avait eu une préceptrice jusqu'alors). Après le décès de son père, elle est persécutée par Mlle Mangin et certaines élèves.
- Becky (japonais : ベッキー Bekkī / anglais : Becky)

Âgée de neuf ans, elle est fille de paysans et est orpheline de père. Elle travaille en tant que bonne dans le pensionnat de Mlle Mangin. Elle s'entend très bien avec Sarah dès son arrivée et sera sa compagne d'infortune face à la méchanceté de Mlle Mangin et des autres domestiques.
- Mlle Gertrude Mangin (japonais : マリア・ミンチン Maria Minchin / anglais : Miss Maria Minchin)

Directrice d'un pensionnat pour jeunes filles. Elle se montre très aimable dans un premier temps bien que l'on puisse déceler de la fausseté dans ses manières et de la sévérité dans certaines de ses expressions faciales. À la suite d'un malentendu, Mlle Mangin pense que Sarah a tenté de l'humilier et ressent de l'animosité envers la jeune fille.
Après la mort du père de Sarah, elle l'emploie en tant que bonne. Sa sœur, dans l’avant-dernier épisode, sera capable de se révolter moralement sur elle. Et au dernier épisode, elles sont réconciliées.
- Lavinia Herbert (japonais : ラビニア・ハーバート Rabinia Hābāto / anglais : Lavinia Herbert)

Pensionnaire, elle est blonde et porte un nœud rose dans les cheveux ; elle semble à peine plus âgée que Sarah au début de la série. Fille d'un homme riche qui a fait fortune dans les puits de pétrole en Amérique, elle est sans doute la deuxième élève la plus riche après Sarah.
Cela l’incite à être jalouse de la jeune fille. Froide, sournoise et antipathique, Lavinia se montre envieuse dans un premier temps envers Sarah, mais se met à l'humilier et à la tourmenter après la mort de son père. De plus, elle craint son père qui est sincère, bienveillant et honnête et qui la corrige pour ses mauvaises actions et surtout, il la réprimande pour sa cruauté envers Sarah.
- Peter (japonais : ピーター Pītā / anglais : Peter)

Cocher personnel de Sarah. Jeune garçon sympathique et jovial, il travaille afin que ses parents puissent subvenir à leurs besoins. Après la ruine de Sarah, il est renvoyé et se met à travailler dans les rues de Londres. Il est d'une grande aide pour Sarah.
- Mlle Amélia Mangin (japonais : アメリア・ミンチン Ameria Minchin / anglais : Miss Amelia Minchin)

Sœur cadette de la directrice, plus jeune d'une dizaine années environ, elle est en tout point son opposée, aussi bien physiquement que mentalement. Plutôt simple, timorée, pacifique et gentille, elle obéit au doigt et à l’œil à sa sœur aînée sans oser la contredire, tant elle redoute ses crises de colère. Elle ne comprend pas le mauvais traitement que sa sœur inflige à Sarah et, en vain, essaie à plusieurs reprises de s'opposer à ses décisions. C'est seulement dans l'avant-dernier épisode qu'elle ose élever la voix sur sa sœur pour lui reprocher son comportement envers Sarah. Elle est l'une des rares adultes à se montrer compatissante envers Sarah du début à la fin.
- M. Ralph Crewe (japonais : ラルフ・クルー Rarufu Kurū / anglais : Ralph Crewe)

Père de Sarah, il est, tout comme elle, une bonne personne. C'est un homme fortuné mais généreux. Il est veuf, sa femme étant morte alors que Sarah avait quatre ans ; de ce fait, il gâte sa fille unique et est prêt à toutes les folies pour elle. Au début de la série, il la laisse dans un pensionnat à Londres pour qu'elle puisse continuer ses études tandis qu’il repart pour les Indes afin de poursuivre ses affaires. Il meurt ruiné après avoir acheté une mine de diamants. Par la suite, on apprend que ses dettes ont été remboursées grâce aux bénéfices de l'exploitation de la mine par son meilleur ami et co-acheteur.

## Production

### Fiche technique
- Titre original : 小公女セーラ (Shōkōjo Sēra, littéralement « Sarah la petite princesse », mais la prononciation indiquée dans le logo est Purinsesu Sēra (プリンセスセーラ?), littéralement « Princesse Sarah »)
- Titre français : Princesse Sarah
- Réalisateur : Fumio Kurokawa
- Scénaristes : Ryûzô Nakanishi, Keiko Mukuroji
- Musique : Yasuo Higuchi
  - Générique français chanté par Cristina D'Avena.
- Production : Nippon Animation
- Sociétés de production :
- Pays d'origine :  Japon
- Langue originale : japonais
- Nombre d'épisodes : 46
- Durée : 26 minutes
- Dates de première diffusion :
  - Japon : 6 janvier 1985
  - France : 1er mars 1987

### Diffusion
En France, la série a été diffusée pour la première fois à partir du 1er mars 1987 sur La Cinq dans l'émission Youpi ! L'école est finie. Elle a été rediffusée plusieurs fois : 
- d'avril à juillet 1994 sur TF1 dans Le Club Dorothée Vacances ;
- de mars à mai 1996 sur France 3 dans Les Minikeums ;
- en 1997 sur Monte Carlo TMC et Mangas ;
- de mai 2002 à juillet 2002, de septembre 2003 à octobre 2003 et de septembre 2011 à octobre 2011 sur France 5 dans Midi les Zouzous
- en 2005 sur NT1 ;
- entre septembre 2009 et octobre 2009, puis entre janvier 2011 et avril 2011 sur Gulli

### Autour de la série
- La série animée est une adaptation assez fidèle du roman dont elle est tirée mais de nombreux personnages tels les domestiques, Peter, Gertrude, Jump et Bonaparte sont inventés ; le scénario est ainsi considérablement élargi.
- Certains personnages connaissent un changement de prénom dans la version française. Ainsi, Miss Minchin devient Mlle Mangin et Ermengarde devient Marguerite.
- Au début du roman, Sara (prénom orthographié sans « h » final dans l'œuvre de Burnett) est âgée de sept ans tandis qu’elle en a huit dans la série. De plus, elle apprend la mort de son père quelques mois après son arrivée au pensionnat, le jour de son neuvième anniversaire et pas lors du onzième comme dans le roman.
- Dans le roman, Sara reste servante pendant deux ans et M. Crisford ne la retrouve que lorsqu'elle a treize ans ; dans la série, les dates mentionnées (le 1er mai, les vacances d'été, Halloween et Noël) semblent indiquer qu'un peu plus d'un an s'écoule entre le début et la fin de la série. Sarah a huit ans au début et entre neuf ans et demi et dix ans à la fin. Nous pouvons en effet voir que c'est l'hiver dans le premier épisode et à nouveau dans le dernier.
- Dans le roman, c'est Miss Minchin qui confisque les affaires de Sarah une fois ruinée alors que dans la série animée, il s'agit de M. Barrow qui les récupère afin d'éponger les dettes que le père de Sarah avait envers lui.
- Dans le roman, M. Carmichael a trois enfants, Donald, Janet et Nora ; cette dernière est absente dans la série animée.
- Dans le roman, M. Carmichael recherche Sara en France et en Russie alors que dans la série, il ne mène ses recherches qu'en France.
- Dans le roman, à la différence de la série animée, Sara ne retourne pas au pensionnat une fois que M. Crisford l'a retrouvée.
- Dans le roman, la scène des brioches données à la petite mendiante est décrite comme un événement douloureux et impossible à oublier. Dans la série, cet événement rend Sarah heureuse et lui réchauffe le cœur.
- Dans la série animée, dont l’action se déroule en 1885, l'Hôtel Savoy existe déjà alors qu'en réalité, il n'a été inauguré qu'en 1889, soit quatre ans plus tard. C’est là que descendent d'une part Sarah et son père dans les deux premiers épisodes et d'autre part la mère de Lavinia au retour des vacances d’été, qu’elle a passées en Europe avec sa fille.
- Dans le générique de fin de la version originale apparaît un omnibus à vapeur, mais ce moyen de locomotion n’existait pas en 1885.

## Distribution

### Voix japonaises
- Sumi Shimamoto : Sara Crewe
- Banjō Ginga : Ralph Crewe
- Taeko Nakanishi : Mlle Maria Minchin
- Yukiko Nashiwa : Mlle Amélia Minchin
- Mie Suzuki : Becky
- Eiko Yamada : Lavinia Herbert
- Chika Sakamoto : Peter
- Maki Yaosaha : Ermengarde St. John
- Naoko Watanabe : Lottie Legh
- Seiko Nakano : Jessie
- Run Sasaki : Gertrude
- Asami Mukaidono : Molly (la cuisinière), Janet Carmichael
- Daisuke Gōri : James (le cuisinier)
- Toshiya Ueda : M. Dufarge (le professeur de français)
- Shūsei Nakamura : M. Carrisford
- Hideyuki Tanaka : Ram Dass
- Yūsaku Yara : M. Carmichael
- Mitsuko Horie : Donald Carmichael

### Voix françaises
- Barbara Tissier : Sarah Crewe
- Hervé Jolly : Ralph Crewe
- Jocelyne Darche : Mlle Gertrude Mangin (Maria Minchin en VO)
- Nicole Favart : Mlle Amélia Mangin (Amélia Minchin en VO)
- Marie-Martine : Becky
- Raphaëlle Schacher : Lavinia Herbert
- Emmanuel Garijo : Peter
- Aurélia Bruno : Marguerite St. John (Ermengarde en VO)
- Sauvane Delanoë puis Odile Schmitt : Lottie Legh
- Virginie Ledieu : Mariette
- Constance Schacher : Gertrude
- Lisette Lemaire : Marie/ Molly (la cuisinière)
- André Dumas : James (le cuisinier)
- Louis Arbessier : M. Dufarge
- Jean Berger : M. Carrisford
- Julien Thomast : M. Carmichael
- Odile Schmitt : Donald Carmichael
- Joëlle Guigui : Janet Carmichael

## Génériques

### Génériques japonais
- Générique de début : Soupirs d'une fleur (花のささやき, Hana no Sasayaki?)
  - Paroles de Rei Nakanishi
  - Musique de Kōichi Morita
  - Arrangement de Katsuhisa Hattori
  - Interprété par Satoko Shimonari

- Générique de fin : Tournesol (ひまわり, Himawari?)
  - Paroles de Rei Nakanishi
  - Musique de Kōichi Morita
  - Arrangement de Katsuhisa Hattori
  - Interprété par Satoko Shimonari

### Génériques français
- Générique de début et fin : Princesse Sarah
  - Paroles de Alessandra Valeri Manera
  - Musique de Giordano Bruno Martelli
  - Interprété par Cristina D'Avena

## Produits dérivés
En France, la série a été éditée en 8 DVD par AB Vidéo en octobre 2008. En novembre 2016, la série ressort dans un coffret DVD contenant l'intégralité de la série en version remastérisée et non-censurée. Celle-ci bénéficie d'une image et d'un son restaurés, et permet de découvrir les titres originaux japonais, les teasers en fin d'épisodes ainsi que des séquences inédites en France. Les bonus sont les mêmes que dans les précédentes éditions, mais une option a été ajoutée : il est possible de choisir les génériques en VF ou en VO. La série sort en Blu-ray le 17 octobre 2018 chez AB vidéo en VF et VOST.

## Accueil

### Succès en France
La série a été un succès lors de ses premières diffusions en 1987 sur La Cinq et en 1994 sur TF1, et a permis à France 5 de réaliser des records d'audience lors de sa nouvelle diffusion durant l'été 2002.
En 2020, la série animée rassemble de nouveau un large public via sa diffusion sur YouTube.